# Oak Lawn
Oak Lawn è un comune degli Stati Uniti d'America, situato in Illinois, nella contea di Cook.
Il 21 Aprile 1967 intorno alle 17:30 la località è stata colpita da un violento tornado poi classificato F4 che ha causato 33 morti. Tale tromba d'aria è stata l'unica di intensità violenta nella storia della vicina Chicago